# Daiki Ogawa
Daiki Ogawa (小川 大貴 Ogawa Daiki?), född 16 oktober 1991 i Shizuoka prefektur, är en japansk fotbollsspelare.
Ogawa började sin karriär 2014 i Júbilo Iwata.